# 이브 (2022년 드라마)
《이브》는 2022년 6월 1일부터 2022년 7월 21일까지 방송했던 tvN 수목 드라마였다.

## 기획 의도
13년의 설계, 인생을 걸고 펼치는 한 여자의 가장 강렬하고 치명적인 격정 멜로 복수극

## 제작진

### 제작사
- 스튜디오드래곤
- 씨제스엔터테인먼트

### 제작
- 백창주

### 극본
- 윤영미 : 영화 《사랑과 전쟁:열 두번째 남자》(원안), SBS 신년 특집 드라마 《내사랑 토람이》(집필), SBS 월화 드라마 《101번째 프러포즈》(공동 집필), MBC 월화 드라마 《신 현모양처》(집필), KBS 2TV 아침 드라마 《장화, 홍련》(집필), SBS 아침 드라마 《태양의 신부》(집필), SBS 일일 드라마 《잘 키운 딸 하나》(집필), SBS 주말 특별 기획 드라마 《미녀의 탄생》(집필), SBS 주말 특별 기획 드라마 《착한마녀전》(집필) 집필

### 연출
- 박봉섭 : 영화 《몽정기 2》(연출부), 영화 《미스터 주부퀴즈왕》(연출부), 영화 《캐치미》(연출부), tvN 드라마 스테이지 《블랙아웃》(연출), tvN 토일 드라마 《경이로운 소문》(공동 연출) 연출
- 허석원

## 등장인물

### 주요 인물
- 서예지 : 이라엘/김선빈 (28세) 역 (아역 김지안) - 미의 여신 아프로디테

"가장 뜨거운 순간 가장 차갑게 무너뜨려줄게"
천재 개발자 아버지와 아름다운 어머니 아래 행복한 가정에서 성장했지만, 어린 나이에 어른들의 욕망의 희생양이 되어 한순간 모든 것을 잃고 나락으로 떨어진다. 지옥과 같은 절망 속에서 버티다, 어느 날 홀연히 사라진다. 13년이 지난 후, 예상치 못한 곳에 생각지 못한 반전을 몰고 나타난다. 모두를 압도하는 신화 속 여신 아프로디테와도 같은 아름다운 여인으로 성장했지만, 평범한 회사원의 아내였으며 이미 자녀도 있다. 치명적 아름다움을 평범함으로 위장하고, 모두의 호감을 사며 단숨에 상류층으로 파고든다. 하지만 그녀가 이룬 것과 그녀가 보여주는 숨결, 손짓, 눈빛 하나까지, 모든 것은 오로지 철저하게 계획된 복수의 실행에 불과하다.
죽음을 불사하고 던진 올가미에, 대한민국 최상류층 오너 일가가 얽혀들기 시작한다. 스스로 격정을 일으키고 그에 따른 증오와 사랑의 파고마저 다스리며 피바람으로 적을 잠재울 복수극의 주인공. 윤겸의 내연녀.
- 박병은 : 강윤겸 (41세) 역 - 죽어가는 그녀를 자신의 피로 부활시킨 포세이돈

"나의 피로 그녀를 살릴 수 있다면!"
워커홀릭, 재계 1위 LY 그룹의 최고 경영자. 대한민국 미혼 여성들이 원하는 신랑감 1위. 장남의 권위와 견제를 뒤집고 그룹 후계자로 지목된 차남이라는 점에서 경영 데뷔와 함께 재계의 주목을 한 몸에 받았다. 속내를 드러내는 법이 없으며 모든 것을 인내하고 때를 기다리는 것에 익숙하다. 정권 창출의 미다스의 손으로 불리는 한판로 딸 한소라의 결혼 제의를 받아들임으로써 LY그룹을 국내 TOP으로 끌어올릴만큼 야망과 전략을 쫓는 인물이다.
악마와의 결탁도 서슴지 않으며 앞으로만 나아가던 어느 날, 한 여인을 만나게 된다. 견고하기 이를 데 없던 삶 한 가운데에서 라엘이 의도한 치명적 사랑에 빠지며 운명의 소용돌이에 휩싸이는 인물. 소라의 남편. 라엘의 불륜 상대.
- 유선 : 한소라 (45세) 역 - 여왕의 위풍당당함과 아름다움을 가진, 헤라.

정재계 최고의 권력자로 군림하는 한판로의 외동딸. LY 그룹 안주인이자 명품 잡지 표지에 등장하는 대한민국의 대표 셀럽. 외고, 명문대, 미스코리아, 미스유니버스, 명품 모델, 하고 싶은 것은 모두 하면서 살아 왔다. 결혼 또한 고르면 되는 것이었기에 명품 사달라 조르듯 부친을 졸라 당대 최고의 신랑감 윤겸과 결혼한다. 수많은 여자들의 질투와 부러움을 한 몸에 받으며 이를 즐겨왔지만, 그녀가 가진 것 중 유일하게 진정으로 원했던 것은 남편 윤겸이다. 그런 남편을 빼앗아간 여자가 자신 또한 처음으로 동생처럼 아껴줬던 라엘이다.
전 대지를 불태워서라도 자신의 남편을 지키려 했던 그리스의 여신 헤라와 같은 인물이다. 윤겸의 아내
- 이상엽 : 서은평 (38세) 역 - 한 여인을 사랑해 저승까지 찾아간 오르페우스

보육원 출신의 수재, 순수한 마음을 지닌 인권변호사 출신이다. 그러나 이라엘이라는 한 소녀를 만나면서 인생관이 바뀐다. 죄 없는 가족이 짓밟히는 것을 보면서, 막강한 힘을 가진 절대 권력자가 되기로 결심한다. 짧은 인연이지만 인생의 터닝 포인트가 되었던 라엘이라는 소녀가 가슴속에 늘 자리한다. 어느 날 성인이 된 라엘을 만나게 되는데, 소녀는 아름다운 여인이 되어 은평의 마음을 송두리째 빼앗아간다. 그녀가 죽음도 불사할 준비가 되어 있는 위험한 길로 들어선 것을 알고, 자신의 사랑으로 분노를 녹이려 노력한다.
스스로 쌓아올린 것들을 사랑을 위해 아낌없이 버릴 수 있는 남자, 천 년을 거쳐 지옥까지도 찾아갈 정도로 사랑이, 무엇보다 소중했던 그리스의 신화 속 오르페우스처럼. 청와대 대통령실 비서실장.

### 라엘 주변인물
- 이일화 : 장문희 (50대 중반) 역 - 라엘 가짜 모

라엘의 모친 행세를 하는 인물이며, 이유는 베일에 가려져 있다. 지방 사학재단의 외동딸로 교사 경력이 있는 학식 높고 점잖은 중년 여성이다. 평범한 삶을 살고 있었으나 소중한 것을 빼앗긴 후 전 재산을 현금화하여 신분을 세탁하고 오로지 복수만을 위해 살아간다. (1회 ~ 14회)
- 이하율 : 장진욱 (30대 후반) 역 - LY그룹 부장, 라엘의 남편.

라엘의 남편. 조직 생활에 순응하며 해맑게 잘 웃는 LY 그룹의 부장이다. 부에노스아이레스 근무 시절 강윤겸 회장과 친분을 나눈 바 있다. 아내가 세상 최고인 국보급 애처가이다.
- 김시우 : 장보람 역 - 진욱과 라엘의 딸

진욱이 전처와의 사이에서 낳은 딸이다, 친딸은 아니지만 라엘이 사랑으로 보살핀다.
- 조덕현 : 이태준 (사망 당시 40대 후반) 역 - 제딕스 반도체 사장, 라엘 친부. (특별출연)

라엘의 아버지. 학생 시절 이미 세계를 놀라게 할 혁신 기술을 만든 천재 개발자. 제딕스 반도체를 창립한 후, 수백 가지 특허에 해외에서도 파격적인 인수합병을 제안 받을 정도로 세계적 주목을 받는다. 그러나 음모에 의해 회사를 빼앗기고 살해 당한 비운의 천재다.
- 김정영 : 김진숙 (실종 당시 40대 후반) 역 - 라엘 친모

라엘의 어머니, 남편의 죽음에 억울함을 호소하다 실종된다.

### 윤겸 주변인물
- 이승철 : 강본근 (70대 초반) 역 - LY 초대회장, 치겸과 윤겸의 아버지.

야합도 마다하지 않는 강한 추진력으로 소기업이던 LY그룹을 국내 굴지의 대기업으로 성장 시킨다. 장남을 훨씬 아끼면서도, 회사를 물려줄 아들로는 차남을 선택할 정도로 냉정한 기업인.
- 박명훈 : 강치겸 (40대 중반) 역 - 윤겸의 형

유년시절 지병이 있었고 이를 치료하다 약물에 의존하면서 늘 윤겸과 비교 된다, 성인이 되어선 알콜 중독에 빠지는 등, LY의 장남인데도 윤겸에게 밀려 경영에 참여하지 못한다.
- 이세나 : 윤수정 (30대 후반) 역 - 치겸의 아내

K&Q 식품 회사의 장녀, 정략 결혼을 통해 LY 그룹 장남 며느리까지 되었지만, 차남인 윤겸과 소라 부부에게 밀리는 것이 늘 불만이다.
- 미정 : 차 비서 (30대 중반) 역 - 윤겸의 비서

IT 전문가, 윤겸을 충심을 다해 모신다.

### 소라 주변인물
- 전국환 : 한판로 (70대 초반) 역 - 소라의 아버지

두 정권에서 국무총리를 맡으며 정당의 핵심 브레인으로 군림해왔다, 대중을 움직이는 법을 알고 늘 해법을 내놓음으로써 실패 없는 정권 창출의 미다스의 손. 수많은 정치인과 기업가가 한판로 앞에 머리를 조아린다. 딸 소라를 사랑하고 아낀다지만 실은 자신의 욕심을 투영한 작품과도 같을 뿐, 자신이 딸을 망쳤음을 끝끝내 알지 못한다. 사위로 삼은 윤겸마저도 늘 의심하고 경계한다. 자신의 것이라고 여긴 LY그룹을 빼앗길 수 있겠다고 생각하자 물불을 가리지 않고 대결한다. 다비의 외할아버지. 윤겸의 장인. 본근의 사돈.
- 노하연 : 강다비 역 - 윤겸과 소라의 딸
- 정해균 : 김정철 (50대 중반) 역 - 국정원 출신 LY부회장

별명은 판로의 '인간 사냥개', 판로와 같은 고향 출신으로 형님 동생 하던 사이이다. 국정원 시절부터 판로의 이익을 위해 활동했으며, 라엘 부친 이태준에게 누명을 씌우고 죽음에 이르게 한 장본인이다. 불법적인 고문 사건이 알려지며 국정원을 그만둔 후로, 대놓고 판로의 수하 노릇을 하며 부정한 일을 처리하고 이익을 나눠 온 파렴치범이며 절대악이다.
- 차지혁 : 문도완 (20대 후반) 역 - 판로 경호원

판로의 경호팀 팀장, 큰 키에 운동으로 다져진 근육질 몸매의 소유자. 편찮으신 모친, 어린 여동생의 학비를 벌어서 시골에 모두 송금하고 자신은 가난을 견디고 있는 착하고 과묵한 성격의 소유자이다. 자신의 생계 여탈권을 쥐고 있는 판로와 소라 사이에서 수없이 이용 당한다.
- 미정 : 김 비서 (30대 중반) 역 - 소라의 비서

오랫동안 소라를 보필해 온 충직한 비서

### 은평 주변인물
- 소희정 : 김계영 (40대 초반) 역 - 은평의 보좌관

은평이 인권변호사 시절부터 사무장으로서 함께해왔다, 은평을 위해서라면 어떤 일이든 적극적으로 돕는다.

### 리얀 유치원
- 손소망 : 은담리 (30대 중반) 역 - 삼율그룹 며느리

㈜삼율이라는 대기업의 며느리이자 유통 계열 재벌 딸이다, 젊고 예쁜 외모로 사치와 향락을 일삼으며, 언론사에 백화점까지 전부 가져 싸가지라곤 태어날 때부터 없었던 인물이다. 말끝마다 잘난 척이고 절대 지지 않는 성격이다. 한소라를 정치인 나부랭이의 딸일 뿐이라고 여기며 혐오하고 적대시 한다.
- 김예은 : 여지희 (30대 중반) 역 - 언론사 며느리

담리와 절친으로 수다쟁이이다, 언론사 사주의 며느리로 아나운서 출신이다.
- 이지하 : 차에리사 (50대 중반) 역 - 리얀 유치원 원장

리얀 최대 후원자인 소라 일가를 충성으로 모신다

### 그 외 인물
- 미상 : 정 마담 역
- 미상 : LY 그룹 피해자 역
- 미상 : 경호원 역
- 장재호 : 한소라에게 전화를 건 남성 역
- 미상 : 청와대 비서실장 역
- 박진영 : 정 비서 역

### 특별출연
- 최대철

## 시청률
최저 시청률과 최고 시청률은 시청률 조사회사와 지역별로 시청률에 차이가 있을 수 있습니다.
| 2022년 | 2022년   | 2022년         | 2022년       | 2022년 |
| 회차   | 방송일   | AGB 시청률     | AGB 시청률   |        |
| 회차   | 방송일   | 대한민국(전국) | 서울(수도권) |        |
| ------ | -------- | -------------- | ------------ | ------ |
| 제1회  | 6월 1일  | 3.644%         | 3.256%       |        |
| 제2회  | 6월 2일  | 3.700%         | 3.419%       |        |
| 제3회  | 6월 8일  | 3.009%         | 2.872%       |        |
| 제4회  | 6월 9일  | 2.967%         | 2.495%       |        |
| 제5회  | 6월 15일 | 3.537%         | 3.971%       |        |
| 제6회  | 6월 16일 | 3.919%         | 3.822%       |        |
| 제7회  | 6월 22일 | 3.571%         | 3.599%       |        |
| 제8회  | 6월 23일 | 4.142%         | 4.230%       |        |
| 제9회  | 6월 29일 | 4.093%         | 3.985%       |        |
| 제10회 | 6월 30일 | 3.852%         | 3.618%       |        |
| 제11회 | 7월 6일  | 3.630%         | 3.469%       |        |
| 제12회 | 7월 7일  | 3.690%         | 3.363%       |        |
| 제13회 | 7월 13일 | 3.354%         | 3.342%       |        |
| 제14회 | 7월 14일 | 3.782%         | 3.461%       |        |
| 제15회 | 7월 20일 | 3.685%         | 3.681%       |        |
| 제16회 | 7월 21일 | 4.497%         | 4.639%       |        |

## 수상
- 2022년 에이판 스타 어워즈 미니시리즈부문 여자 우수 연기상 (유선)

## 같이 보기
- 대한민국의 텔레비전 드라마 목록 (ㅇ)
- 2022년 대한민국의 텔레비전 드라마 목록